# Franklin Davenport
Franklin Davenport (ur. we wrześniu 1755, zm. 27 lipca 1832) – amerykański prawnik, żołnierz i polityk.
Wstąpił do armii podczas wojny o niepodległość Stanów Zjednoczonych w stopniu szeregowca i sukcesywnie awansował do rangi generała dywizji. W 1794 roku brał udział w Whiskey Rebellion.
W latach 1798–1799 podczas piątej kadencji Kongresu Stanów Zjednoczonych reprezentował stan New Jersey w Senacie Stanów Zjednoczonych.
W latach 1799–1801 podczas szóstej kadencji Kongresu Stanów Zjednoczonych reprezentował stan New Jersey w Izbie Reprezentantów Stanów Zjednoczonych.
Był bratankiem Benjamina Franklina.